# Egidio Colonna (1606-1686)
Egidio Colonna (al secolo Carlo Colonna) (Roma, 20 dicembre 1606 – Roma, 18 ottobre 1686) è stato un militare e patriarca cattolico italiano.

## Biografia

### I primi anni
Nato a Roma nel 1606 col nome di Carlo Colonna, questi era il figlio terzogenito di Filippo Colonna, Gran Conestabile del Regno di Napoli, e di sua moglie Lucrezia Tomacelli. Le memorie dell'epoca ricordano come, sin da fanciullo, egli avesse dimostrato un'indole particolarmente incline alla collera e alla vanagloria, amando sottolineare la sua appartenenza a una delle famiglie più nobili e antiche di Roma.

### I successi militari
Nominato dal padre Duca di Marsi, nel 1630 accolse a Cave papa Urbano VIII con una schiera di 3000 uomini armati e 800 cavalieri a mostrare la potenza soverchiante della propria casata. Portato per la carriera militare (anche al fine di allontanarlo da Roma), nel 1626 viene nominato capitano nell'esercito napoletano combattendo dapprima nelle Fiandre e successivamente in Lombardia, rimanendo sotto tutela di Michele Mazzarino (poi cardinale e fratello del ben più famoso Giulio). Nel 1628, ferito ad una mano, sarà proprio il Mazzarino a provvedere alle sue cure presso i gesuiti di Genova. Distintosi sul campo, il pontefice pensò di nominarlo Maestro di Campo delle Milizie Pontificie ma egli rifiutò ritenendo tale onore troppo poco per la sua persona. Come capitano prosegue la sua attività prendendo parte all'Assedio di Casale Monferrato e poi nuovamente nelle Fiandre, passando poi in Germania per combattere contro gli svedesi nel Palatinato e in Baviera. Tornato nuovamente nelle Fiandre nell'estate del 1632, fece tappa a Bruxelles a fianco del duca di Lerma.

### L'omicidio Caetani
Rientrato a Roma nel 1634, si fa realizzare da Van Dyck un ritratto equestre che pone nel palazzo di famiglia in ricordo dei suoi successi bellici.
Il 1º settembre 1634, durante la festa di Sant'Egidio, Carlo Colonna tagliò la strada ad una carrozza ove viaggiava Gregorio Caetani con alcuni tra i suoi nipoti e i rispettivi precettori, mancandole di precedenza. L'offesa (non è dato a sapere se fosse accidentale o di proposito dato che inoltre entrambi i nobiluomini avevano combattuto nelle Fiandre) impose riparazione e il giorno successivo il Caetani andò in ricerca del Colonna per ingaggiare un duello con le rispettive schiere di armati. Durante lo scontro furioso Carlo Colonna sembra avere la peggio ed è costretto a indietreggiare più volte per non venire trafitto dalle spade nemiche ed è a questo punto che accorre in suo aiuto Giulio Bufalini che con una provvidenziale "stoccata sopra la mammella" trafigge il Caetani che muore poco dopo. Il Colonna, per sfuggire alle conseguenze, dapprima si rifugia al palazzo paterno e poi a Marino, ove si stabilirà nella villa estiva di famiglia.
Lo scontro non poté non allarmare anche la corte pontificia e lo stesso Urbano VIII che non mancò di riportare alla memoria del Sacro Collegio le problematiche dei contrasti tra le antiche famiglie della nobiltà romana quali erano i Colonna ed i Caetani e le conseguenze che queste avevano portato in tempi antichi sulla corretta gestione dello Stato della Chiesa.
L'omicidio del Caetani porta in breve tempo a una tortuosa serie di ritorsioni e contro-ritorsioni che porteranno dapprima all'uccisione dello stesso Bufalini nel 1640 per conto della famiglia Caetani e al padre del Colonna, che da quel momento viaggiò sempre con una scorta armata. D'altro canto, i Caetani godono dell'appoggio degli ambasciatori del duca di Savoia, del duca d'Este e di quello di casa Farnese oltre che del Viceré di Napoli, il che fa nascere una vera e propria guerra. Le problematiche si estesero anche all'interno del corpo cardinalizio, ove entrambe le famiglie avevano dei membri e dei parenti. Il tutto si protrarrà sino al 1635 quando, per intervento di Urbano VIII, le due famiglie si riappacificheranno almeno "formalmente".

### Il ritorno nelle Fiandre
Quanto al Colonna, scagionato dall'accusa di aver materialmente ucciso il Caetani nel gennaio del 1635, decide di far ritorno nelle Fiandre, ove ancora una volta il suo carattere lo porta a subire problematiche gravi.
Nel gennaio del 1636 si scontrò in duello col conte di Megen, per poi darsi a corteggiare la figlia di Madeleine d'Egmont, principessa di Chimay, venendo da quest'ultima diffidato poi dal frequentarla, avendone ella ripudiato alcune espressioni troppo forti. Quando però il marchese Gonzaga subentra come amante della giovane, il Colonna gli giura vendetta, ma questa non ha modo di aver luogo, in quanto egli viene trasferito col seguito dei suoi uomini a nuovo comando. Anche in questo caso, non avendo gradito lo spostamento, il suo animo irrequieto lo porta a minacciare le proprie dimissioni presso il governatore dei Paesi Bassi spagnoli, il cardinal infante Ferdinando d'Asburgo. La faccenda viene in seguito accomodata, ma il giovane Colonna viene trasferito a Bruxelles ove, ospite del generale Piccolomini, si dedica al gioco d'azzardo, perdendo ingenti somme di denaro.

### La conversione
Il 30 luglio 1637, improvvisamente, Carlo Colonna manifesta la volontà di convertire la sua vita dissoluta in una più santa e comunica la sua volontà di entrare a far parte dei carmelitani scalzi. Questo improvviso cambio di atteggiamento, corredato dalla sua destituzione dal comando per insolenza nei confronti dei propri sottoposti, insospettisce ben presto gli ambienti di curia, che però alla fine cedono di fronte ai suoi atti di penitenza continua che si concentrano nella preghiera e nella recita quasi ininterrotta del rosario.
Il 15 agosto successivo il Colonna si trasferisce presso i carmelitani di Lovanio; da qui il giorno 29 agosto parte alla volta di Colonia e poi giunge a Bologna nel novembre di quell'anno. Giunto in Italia, il Colonna decide di non vestire più l'abito dei carmelitani, ma persiste nel voler abbracciare una nuova vita religiosa e, dopo una breve parentesi a Loreto a contatto con i gesuiti, il 15 maggio 1638 Carlo Colonna decide di vestire l'abito benedettino ed entra nel convento di Santa Scolastica a Subiaco, ove, il 4 dicembre, pronuncia ufficialmente i propri voti assumendo il nome di Egidio, il santo che ricorreva nel giorno dello spiacevole incidente che si era concluso con la morte del Caetani (qualcuno vedrà in questa vicenda uno spunto da cui Alessandro Manzoni trasse il personaggio di Fra Cristoforo de "I Promessi Sposi").
Pur entrato nella vita religiosa, il Colonna rappresenta sempre un'eccezione per il suo rango e compie numerose e prolungate vacanze a Montepulciano, per poi farsi definitivamente trasferire a Roma presso il convento di San Callisto a Trastevere di modo da rientrare in contatto costante con la sua famiglia e con la città dove era nato. Nel 1641 viene nominato abate dell'Abbazia di Santa Maria nella Valle di Giosafat e il 19 dicembre 1643 ottiene il titolo onorifico di arcivescovo titolare di Amasea, non mancando così di mettere in risalto la sua levatura sociale anche nell'ambito ecclesiastico.
Il suo ruolo religioso è il più delle volte di rappresentanza, come in occasione delle nozze tra il nipote Lorenzo Onofrio Colonna e la nobildonna francese Maria Mancini (nipote della potente Olimpia) nella cappella del palazzo del Louvre a Parigi, non mancando comunque di manifestare apertamente la propria inadeguata preparazione al mondo ecclesiastico, recitando parte delle preghiere in italiano e parte in francese "romanesco", il che scatenò l'ilarità di molti dei presenti tra cui l'ambasciatore veneto a Parigi, Alvise Grimani, il quale in un resoconto in patria dell'evento asserisce anche che le stesse "regie maestà" (Luigi XIV, sua moglie e sua madre) dovettero trattenere a stento il riso.

### Gli ultimi anni
Nel viaggio di ritorno verso l'Italia, il Colonna tiene un comportamento più simile a quello di qualche anno prima, abbandonandosi a banchetti lussuosi e ubriacandosi al punto da giungere a corteggiare la giovane moglie del nipote che, avendo sposato la nobildonna solo per procura, attende ignaro l'arrivo della sposa a Milano. Giunti alla capitale lombarda, il Colonna continua a non smentirsi nel suo comportamento e si aggira per gli ambienti aristocratici asserendo che Maria Mancini avrebbe già perso un figlio per un aborto spontaneo e che le sue cagionevoli condizioni di salute non le permetterebbero di avere un figlio. Al comportamento disonorevole dello zio si oppone questa volta un suo nipote, l'abate Filippo Colonna, il quale minaccia di volerlo sfidare personalmente a duello per vendicare l'onore di Maria, ma la fuga di quest'ultima mitiga lo scandalo di una sfida tra prelati.
Per sfuggire agli scandali, nel 1664 si rifugia a Madrid, ove rimane sino al 1666, per poi spostarsi a Vienna a seguito della sorella del re di Spagna che andava in sposa all'Imperatore del Sacro Romano Impero suo cugino. Tornò a Madrid, ingolosito da una lauta pensione promessagli dal sovrano spagnolo. Tornato poco tempo dopo a Roma, il 19 gennaio 1671 viene nominato patriarca titolare di Gerusalemme, quasi a preludere a una sua possibile elezione al cardinalato, ma muore nella città eterna il 18 ottobre 1686, prima che tale proposta possa essere avanzata. La sua salma viene esposta alla pubblica venerazione e poi sepolta nella chiesa di San Callisto.

## Genealogia episcopale
La genealogia episcopale è:
- Cardinale Guillaume d'Estouteville, O.S.B.Clun.
- Papa Sisto IV
- Papa Giulio II
- Cardinale Raffaele Riario
- Papa Leone X
- Papa Paolo III
- Cardinale Francesco Pisani
- Cardinale Alfonso Gesualdo
- Papa Clemente VIII
- Cardinale Pietro Aldobrandini
- Cardinale Laudivio Zacchia
- Cardinale Antonio Barberini, O.F.M.Cap.
- Cardinale Girolamo Colonna
- Patriarca Egidio Colonna, O.S.B.

## Ascendenza
|                                             |                     |                                          | Genitori                                           |  |  | Nonni |  |  | Bisnonni                    |  |  | Trisnonni                                |  |
|                                             |                     |                                          |                                                    |  |  |       |  |  | Fabrizio Colonna di Paliano |  |  | Marcantonio Colonna, III duca di Paliano |  |
|                                             |                     |                                          |                                                    |  |  |       |  |  | Fabrizio Colonna di Paliano |  |  | Marcantonio Colonna, III duca di Paliano |  |
|                                             |                     | Felice Orsini                            |                                                    |  |  |       |  |  | Fabrizio Colonna di Paliano |  |  |                                          |  |
| Marcantonio III Colonna, IV duca di Paliano |                     |                                          |                                                    |  |  |       |  |  | Fabrizio Colonna di Paliano |  |  |                                          |  |
|                                             |                     | Anna Borromeo                            | Gilberto II Borromeo, VII conte di Arona           |  |  |       |  |  |                             |  |  |                                          |  |
|                                             |                     | Anna Borromeo                            | Gilberto II Borromeo, VII conte di Arona           |  |  |       |  |  |                             |  |  |                                          |  |
|                                             |                     | Anna Borromeo                            | Taddea dal Verme                                   |  |  |       |  |  |                             |  |  |                                          |  |
| Filippo I Colonna, VI duca di Paliano       |                     | Anna Borromeo                            |                                                    |  |  |       |  |  |                             |  |  |                                          |  |
|                                             |                     | Fabio Damasceni                          | …                                                  |  |  |       |  |  |                             |  |  |                                          |  |
|                                             |                     | Fabio Damasceni                          | …                                                  |  |  |       |  |  |                             |  |  |                                          |  |
|                                             |                     | Fabio Damasceni                          | …                                                  |  |  |       |  |  |                             |  |  |                                          |  |
| Felice Orsina Peretti-Damasceni             |                     | Fabio Damasceni                          |                                                    |  |  |       |  |  |                             |  |  |                                          |  |
|                                             |                     | Maria Felice Mignucci Peretti            | Giambattista Mignucci                              |  |  |       |  |  |                             |  |  |                                          |  |
|                                             |                     | Maria Felice Mignucci Peretti            | Giambattista Mignucci                              |  |  |       |  |  |                             |  |  |                                          |  |
|                                             |                     | Maria Felice Mignucci Peretti            | Camilla Peretti                                    |  |  |       |  |  |                             |  |  |                                          |  |
| Egidio (Carlo) Colonna                      |                     | Maria Felice Mignucci Peretti            |                                                    |  |  |       |  |  |                             |  |  |                                          |  |
|                                             | Silvestro Tomacelli | …                                        |                                                    |  |  |       |  |  |                             |  |  |                                          |  |
|                                             | Silvestro Tomacelli | …                                        |                                                    |  |  |       |  |  |                             |  |  |                                          |  |
|                                             | Silvestro Tomacelli | …                                        |                                                    |  |  |       |  |  |                             |  |  |                                          |  |
| Girolamo Tomacelli                          | Silvestro Tomacelli |                                          |                                                    |  |  |       |  |  |                             |  |  |                                          |  |
|                                             |                     | Barbara Brisac                           | …                                                  |  |  |       |  |  |                             |  |  |                                          |  |
|                                             |                     | Barbara Brisac                           | …                                                  |  |  |       |  |  |                             |  |  |                                          |  |
|                                             |                     | Barbara Brisac                           | …                                                  |  |  |       |  |  |                             |  |  |                                          |  |
| Lucrezia Tomacelli                          |                     | Barbara Brisac                           |                                                    |  |  |       |  |  |                             |  |  |                                          |  |
|                                             |                     | Paolo Ruffo, conte di Sinopoli           | Giovanni Ruffo, conte di Sinopoli                  |  |  |       |  |  |                             |  |  |                                          |  |
|                                             |                     | Paolo Ruffo, conte di Sinopoli           | Giovanni Ruffo, conte di Sinopoli                  |  |  |       |  |  |                             |  |  |                                          |  |
|                                             |                     | Paolo Ruffo, conte di Sinopoli           | Petrucella Cerino                                  |  |  |       |  |  |                             |  |  |                                          |  |
| Ippolita Ruffo                              |                     | Paolo Ruffo, conte di Sinopoli           |                                                    |  |  |       |  |  |                             |  |  |                                          |  |
|                                             |                     | Diana Carafa, signora di Fiumara di Muro | Giovanni Cesare Carafa, signore di Fiumara di Muro |  |  |       |  |  |                             |  |  |                                          |  |
|                                             |                     | Diana Carafa, signora di Fiumara di Muro | Giovanni Cesare Carafa, signore di Fiumara di Muro |  |  |       |  |  |                             |  |  |                                          |  |
|                                             |                     | Diana Carafa, signora di Fiumara di Muro | Giovanna Spadafora                                 |  |  |       |  |  |                             |  |  |                                          |  |
|                                             |                     | Diana Carafa, signora di Fiumara di Muro |                                                    |  |  |       |  |  |                             |  |  |                                          |  |

## Araldica
| Immagine | Blasonatura |
| -------- | --- |
| \| \|    | Egidio Colonna Patriarca latino di Gerusalemme Di rosso, alla colonna d'argento col capitello e la base d'oro, coronata all'antica dello stesso. Lo scudo, accollato a una croce astile d'oro, posta in palo, è timbrato da un cappello con cordoni e nappe di verde. Le nappe, in numero di quindici, sono disposte sei per parte, in cinque ordini di 1, 2, 3, 4, 5. Motto: mole sua stat |
|          | |